# Thriller (Fernsehserie, 1973)
Thriller ist eine 43-teilige britische Fernsehserie, die zwischen 1973 und 1976 vom britischen Fernsehsender ATV produziert wurde. Autor und Erfinder der Serie war Brian Clemens, der in den inhaltlich jeweils für sich abgeschlossenen Episoden mit einfachsten Mitteln große Spannung erzeugte. Zum Teil handelte es sich auch um Pilotfilme nicht realisierter Serien.

## Konzept
Grundprinzip war meist die Variation eines klassischen Kriminalstoffes in neuem Gewand. Die Bandbreite ging dabei über alles, was das Thrillergenre hergibt: vom Krimi über den Gruselfilm bis hin zum Übernatürlichen. Die Serie hatte sechs Staffeln und war hauptsächlich eine Studioproduktion. Produzent Clemens verfolgte das Konzept, keine Gewalt zu zeigen und keinen Sex. Vielmehr sollte die Spannung aus den Ereignissen entstehen. Es gab keine durchgehende Handlung und Serienfigur, jede der rund 65-minütigen Geschichten war in sich abgeschlossen.

## Besetzung
Zahlreiche bekannte britischen Schauspieler wirkten in der Serie mit; um die Serie besser international vermarkten zu können, traten in den meisten Folgen auch amerikanische Gaststars auf.
Als Darsteller wirkten unter anderem Helen Mirren, Richard Todd, Anton Diffring, Edd Byrnes, Dinsdale Landen, Bradford Dillman, Donna Mills, Joanna Pettet, Pamela Franklin, Robert Powell, Francesca Annis, Robert Lang mit.
Die Musik der Serie komponierte Laurie Johnson.

## Im deutschen Sprachraum gezeigte Episoden
In Deutschland (ZDF) und Österreich (ORF) wurden ab Ende der 1970er-Jahre elf der 43 Episoden gezeigt:
- Das schwarze Haus (Someone at the Top of the Stairs)
- Die geschlossenen Augen (The Eyes Have It)
- Die zweite Frau (Lady Killer)
- Villa mit Friedhof (Where the Action Is)
- Der Tod kam in der Nacht (Night Is the Time for Killing)
- Ein Butler für Madame (Ring Once for Death)
- Job mit Aufstiegsmöglichkeiten (Good Salary – Prospects – Free Coffin)
- Mord im Hochhaus (I'm the Girl He Wants to Kill)
- Dämonen des Bösen (Possession)
- Ein Sarg für die Braut (A Coffin for the Bride)
- Experten unter sich (The Next Scream You Hear)

## Veröffentlichungen
Die Serie ist mittlerweile auf DVD erschienen. Erhältlich sind alle 11 deutsch synchronisierten Folgen.